# Pierwszy gabinet Theresy May
Pierwszy gabinet Theresy May – gabinet Wielkiej Brytanii, urzędujący od 13 lipca 2016 do 11 czerwca 2017. Był gabinetem jednopartyjnym Partii Konserwatywnej.

## Okoliczności powstania i dymisji
Gabinet powstał po dymisji Davida Camerona, będącej następstwem referendum w sprawie wystąpienia Wielkiej Brytanii z Unii Europejskiej.
W przedterminowych wyborach parlamentarnych w Wielkiej Brytanii z 8 czerwca 2017 doprowadziło Partię Konserwatywną do zwycięstwa, ale bez większości parlamentarnej. Doszło do zawieszenia parlamentu, w którym wygrana partia utraciła większość w Izbie Gmin. Premier Wielkiej Brytanii Theresa May ogłosiła swój zamiar utworzenia nowego rządu mniejszościowego przy wsparciu Demokratycznej Partii Unionistycznej.

## Skład[4]
| Funkcja                                                        | Zdjęcie | Imię i nazwisko    | Data powołania | Data ustąpienia |
| -------------------------------------------------------------- | ------- | ------------------ | -------------- | --------------- |
| Premier                                                        |         | Theresa May        | 13 lipca 2016  | 9 czerwca 2017  |
| Pierwszy Lord Skarbu                                           |         | Theresa May        | 13 lipca 2016  | 9 czerwca 2017  |
| Minister służby cywilnej                                       |         | Theresa May        | 13 lipca 2016  | 9 czerwca 2017  |
| Kanclerz skarbu                                                |         | Philip Hammond     | 13 lipca 2016  | 11 czerwca 2017 |
| Pierwszy sekretarz stanu                                       |         | Philip Hammond     | 13 lipca 2016  | 11 czerwca 2017 |
| Minister spraw wewnętrznych                                    |         | Amber Rudd         | 13 lipca 2016  | 11 czerwca 2017 |
| Minister spraw zagranicznych                                   |         | Boris Johnson      | 13 lipca 2016  | 11 czerwca 2017 |
| Minister obrony                                                |         | Michael Fallon     | 13 lipca 2016  | 11 czerwca 2017 |
| Minister zdrowia                                               |         | Jeremy Hunt        | 13 lipca 2016  | 11 czerwca 2017 |
| Minister rozwoju międzynarodowego                              |         | Priti Patel        | 14 lipca 2016  | 11 czerwca 2017 |
| Minister biznesu, innowacji i zdolności                        |         | Greg Clark         | 14 lipca 2016  | 11 czerwca 2017 |
| Minister pracy i emerytur                                      |         | Damian Green       | 14 lipca 2016  | 11 czerwca 2017 |
| Minister transportu                                            |         | Chris Grayling     | 14 lipca 2016  | 11 czerwca 2017 |
| Minister ds. Irlandii Północnej                                |         | James Brokenshire  | 14 lipca 2016  | 11 czerwca 2017 |
| Minister środowiska, żywności i spraw wsi                      |         | Andrea Leadsom     | 14 lipca 2016  | 11 czerwca 2017 |
| Minister społeczności i samorządów lokalnych                   |         | Sajid Javid        | 14 lipca 2016  | 11 czerwca 2017 |
| Minister ds. Walii                                             |         | Alun Cairns        | 13 lipca 2016  | 11 czerwca 2017 |
| Minister ds. Szkocji                                           |         | David Mundell      | 13 lipca 2016  | 11 czerwca 2017 |
| Minister kultury, mediów i sportu                              |         | Karen Bradley      | 14 lipca 2016  | 11 czerwca 2017 |
| Minister handlu międzynarodowego                               |         | Liam Fox           | 13 lipca 2016  | 11 czerwca 2017 |
| Przewodniczący Zarządu Handlu                                  |         | Liam Fox           | 13 lipca 2016  | 11 czerwca 2017 |
| Minister sprawiedliwości                                       |         | Elizabeth Truss    | 14 lipca 2016  | 11 czerwca 2017 |
| Lord kanclerz                                                  |         | Elizabeth Truss    | 14 lipca 2016  | 11 czerwca 2017 |
| Minister ds. wystąpienia Wielkiej Brytanii z Unii Europejskiej |         | David Davis        | 13 lipca 2016  | 11 czerwca 2017 |
| Minister edukacji                                              |         | Justine Greening   | 14 lipca 2016  | 11 czerwca 2017 |
| Minister ds. kobiet i równości                                 |         | Justine Greening   | 14 lipca 2016  | 11 czerwca 2017 |
| Przewodnicząca Izby Lordów                                     |         | Natalie Evans      | 14 lipca 2016  | 11 czerwca 2017 |
| Lord tajnej pieczęci                                           |         | Natalie Evans      | 14 lipca 2016  | 11 czerwca 2017 |
| Minister – szef Urzędu Gabinetu                                |         | Patrick McLoughlin | 14 lipca 2016  | 11 czerwca 2017 |
| Kanclerz Księstwa Lancaster                                    |         | Patrick McLoughlin | 14 lipca 2016  | 11 czerwca 2017 |
| Przewodniczący Izby Gmin                                       |         | David Lidington    | 14 lipca 2016  | 11 czerwca 2017 |
| Lord przewodniczący Rady                                       |         | David Lidington    | 14 lipca 2016  | 11 czerwca 2017 |